# Tha Alkaholiks
Tha Alkaholiks, även kända som Tha Liks, är en amerikansk hiphoptrio från Los Angeles. De har producerat hardcore hiphop sedan tidigt 1990-tal på beats av DJ och producent E-Swift (Eric Brooks) och rap av J-Ro (James Robinson) och Tash (Rico Smith). Gruppen har släppt 5 album. Videon till Flute song (La La La) är inspelad i bland annat Malmö där J-Ro ses klädd i en T-shirt med Malmö FF:s emblem. 